# بانانا في البيجاما
بانانا في البيجاما مسلسل دمى ورسوم متحركة وثلاثي الابعاد أسترالي من إنتاج شركة انديمول أستراليا . تم عرض المسلسل لأول مره في 20 يوليو 1992 واستمر حتى 2 يوليو 2013 تمت دبلجة نسخة الرسوم المتحركة من المسلسل للغة للعربية من قبل أستديو إيمدج برودكشن هاوس وتم عرضه على قناة كرتون نتورك بالعربية في فقرة كارتونيتو الصباحية الموجهة للأطفال في سبتمبر 2011

## القصة
هو برنامج كوميدي يتحدث عن أخوين من ثمرة البنانا يرتدون ثياب النوم لهم ثلاثة أصدقاء من الدبب يطلقان على نفسيهما اسم B1و B2

## الإنتاج
الشخصيات كانت مستواحاة من أغنية عام 1969 كتبها للأطفال الملحن البريطاني كاري بليتون (ابن شقيق مؤلف الأطفال الشهير إنيد بليتون ) تصف الأغنية المبتذلة (عدد غير محدد من) الموز في بيجاما يطارد الدببة مع تطور طفيف في النهاية حيث تؤكد كتابة موسيقية أن الموز يحب "الإمساك بهم على حين غرة بدون سبب، عُرضت الأغنية على النسخة الأسترالية من Play School لسنوات عديدة مصحوبة برسوم متحركة تصور أزواج من الموز في بيجاما مخططة بالأزرق والأبيض وقد أدى ذلك إلى إنشاء لعبة محشوة "موزة" كجزء من "لعبة الزهر" والتي شكلت أساس المظهر الجسدي لـ B1 و B2

### التصوير
ابتكرت المخرجة والمنتجة والمقدمة العرض هيلينا هاريس محتوى برنامج ABC في استوديوهات abc تم تسمية اثنين من شخصيات الدب إيمي ومورجان على اسم أطفال هيلينا هاريس تم تنفيذ العرض باستخدام ممثلين بشريين يرتدون أزياء متقنة بأسلوب مسلسل توينيز وتليتبيز البريطانيين في الأيام الأولى من العرض، تم تقديم أصوات الموزتين من قبل نفس الممثلين الذين كانوا داخل الزي لكن الممثلين الأصليين تخلوا في النهاية عن هذا الجانب من العرض وبدائلهم كانوا يرتدون ازياء مغلقة ساخنة عرض المسلسل حلقات جديدة من بدايته عام 1992 إلى عرضه النهائي في المشاركة في عام 2002 بث العرض ما يقرب من ثلاثمائة حلقة بالإضافة إلى أربع حلقات خاصة، كان أول ظهور لها في الولايات المتحدة في عام 1995 صنعت مقاطع فيديو ووسائط أخرى من عام 1995 إلى عام 1999 سلسلة ألعاب طورته تومي ظهرت لأول مرة في عام 1996

### نسخة الرسوم المتحركة (2011)
في 2 مايو 2011 تم عرض نسخة جديدة من مسلسل بنانا في البيجاما بانيميشن "cgi" (صور منشأة بالحاسوب) من إنتاج شركة أنديمول أستراليا عرض في أستراليا على قناة أي بي سي كوميدي وتم عرضه في بلدان أخرى بعد ذلك التاريخ بوقت قصير، يحتوي على أغاني وقصص وشخصيات جديدة بما في ذلك الكانغر توبسي، و القرد المبتكر تشارلي والكلب العجوز الحكيم بيرنارد، بدأ تطوير المسلسل الجديد في عام 2009 وبدأ الإنتاج في أوائل عام 2010 تحتوي السلسلة الجديدة على 104 حلقة مدة كل منها 12 دقيقة
في 6 يونيو 2013 كانت هناك تكهنات بأن إنتاج العرض قد توقف وأن النسخة المتحركة من البرنامج لم تنتج إيرادات كافية لتبرير تكلفة صنع الموسم الرابع وسرعان ما نكرت قناة abc هذه الإدعائات وقالت متحدثة إن قرارًا بشأن ما إذا كان سيكون هناك سلسلة أخرى سيتم اتخاذه في نهاية عام 2013

## الأصوات العربية
شربل ايوب - راث - تشارلي
جيهان الملا - لولو
بيان أبو شقرا - روبن

## روابط خارجية
- بانانا في البيجاما على موقع IMDb (الإنجليزية)
- بانانا في البيجاما على موقع ميوزك برينز (الإنجليزية)
- بانانا في البيجاما على موقع ديسكوغز (الإنجليزية)
- بانانا في البيجاما على موقع كينوبويسك (الروسية)
- بانانا في البيجاما على موقع قاعدة بيانات الفيلم (الإنجليزية)

- Bananas in Pyjamas – ABC TV
- Bananas in Pyjamas – Official UK Site